# Steirastoma senex
Steirastoma senex är en skalbaggsart som beskrevs av White 1855. Steirastoma senex ingår i släktet Steirastoma och familjen långhorningar.
Artens utbredningsområde är:
- Costa Rica.
- Guatemala.
- Honduras.
- Nicaragua.
- Panama.

Inga underarter finns listade i Catalogue of Life.